# Jules de Sardac
Jules Louis Constant Jacques Clair Espéron-Lacaze de Sardac, dit Jules de Sardac, né le 25 juillet 1863 à Eauze (Gers), mort à Lectoure (Gers) le 19 janvier 1946, est un médecin, maire de Lectoure de 1919 à 1943, conseiller général de Lectoure de 1919 à 1940, et président de la société archéologique du Gers de 1920 à 1935.

## Biographie
La famille Espéron-Lacaze de Sardac est originaire de la petite commune de Baillasbats, réunie à celle de Simorre, dans l’Astarac, en 1838. Petits propriétaires terriens, on relève parmi eux quelques « seigneurs » mais par le jeu d’alliances successives c’est une famille aisée qui prétend à la noblesse pour les avantages que cela lui procure, comme l’exemption des corvées, ou s’en défend, arguant qu’elle travaille de ses mains, lorsqu’il s’agit de payer la capitation. À la Révolution, Jacques Espéron-Lacaze de Sardac, redevenu Jacques Sardac tout court, est maire de sa commune.
Le père de Jules de Sardac, Henri-Adolphe, est l’arrière petit-fils de Jacques Sardac. Il fait des études de médecine à Montpellier puis à Paris. En 1856, per décision du tribunal de Lombez, lui et son frère Pierre recouvrent leur nom intégral Espéron-Lacaze de Sardac. En 1870, à la suite de la démission du maire d’Eauze, il est nommé maire par décret impérial, et le reste jusqu’à sa mort en 1879.
Jules Espéron-Lacaze de Sardac naît le 25 juillet 1863. Lui aussi fait des études de médecine qu’il termine à Bordeaux en 1891. En 1895, il s’installe à Lectoure. Ses patients sont surtout de familles bourgeoises, encore qu’il soit d’un abord très ouvert, passant sans difficulté du français au gascon. Il compte aussi beaucoup d’agriculteurs parmi sa clientèle, peut-être parce que, chose nouvelle, il dispose d’une automobile et peut ainsi ouvrir un second cabinet à L'Isle-Bouzon.
Il a épousé une jeune fille du Castéra-Lectourois, Henriette-Marie Ducasse. Son beau-frère, le général Ducasse, possède un domaine proche de Loupillon, propriété du président Armand Fallières, et il le met en relation avec lui.
Très tôt, Jules de Sardac s’intéresse aux archives et à la recherche historique. Il a été encouragé en cela par l’ancien maire Albert Descamps, lui-même grand érudit. Dès 190 il publie quelques articles dans le Bulletin de la Société archéologique du Gers, dont il est membre. En 1910, il en est le vice-président, puis en 1920 il est élu président en remplacement de Philippe Lauzun. Il le reste jusqu’en 1835. Cependant l’activité de la société s’est quelque peu restreinte. Les participants aux réunions sont peu nombreux, il n’y a plus de banquet annuel, les publications du bulletin — le fameux BSAG  — se réduisent à deux par an au lieu des quatre habituels. L’arrivée d’un membre particulièrement actif, Gilbert Brégail, saluée par tous y compris le président, fait basculer l’opinion. En 1935 Gilbert Brégail est élu président.
Entre-temps, Jules de Sardac a d’autres occupations. Depuis 1909 il est conseiller municipal. En 1919, il est élu maire de Lectoure sous l’étiquette « Union républicaine », proche des socialistes SFIO avec qui sa relation s’affirmera au cours de élections suivantes. Alors qu’il était d’un milieu plutôt conservateur, l’influence d’Albert Descamps et d’Armand Fallières aura certainement joué. Il est aussi élu conseiller général. L’amiral Boué de Lapeyrère qui avait envisagé de se présenter contre lui en a été dissuadé.
En 1941, il est reconduit comme maire par le gouvernement de Vichy, comme la plus grande partie de son conseil municipal. Sa déclaration de fidélité au Maréchal sans chaleur lui est reprochée par le responsable de la LVF. Avec l’arrivée d’une grande partie de la population de Saint-Louis (Haut-Rhin), il déploie une intense activité et protège les Juifs réfugiés. Les difficultés d’approvisionnement et surtout les tracasseries administratives l’amènent en 1943 à donner sa démission de maire. Il reste conseiller municipal, mais assiste peu aux réunions. Un nouveau maire, Maurice Massenet, est désigné.
À la Libération, une grande partie de la population vient sous ses fenêtres réclamer son retour. Massenet ayant démissionné, une commission municipale provisoire s’installe, il n’en fait pas partie mais la commission vote une adresse de sympathie « au Docteur de Sardac, ancien maire de Lectoure et serviteur de la République ». Son ancien premier adjoint, Raymond Dieuzaide, sera élu maire en septembre 1944.
Il meurt le 19 janvier 1946.
Son nom a été donné à une rue de Lectoure où était son domicile, l’ancienne rue Reilhas, et à une tour du XIVe siècle située dans cette rue, la tour de Sardac.

## Publications
- Incontinence nocturne d'urine chez les enfants (revue étiologique et thérapeutique),106 p., Bordeaux : Vve Cadoret , 1891
- Préparatifs pour l'entrée à Lectoure d'Antoine de Bourbon et de Jeanne d'Albret, roi et reine de Navarre (1555), In-8°, 12 p., extrait du Bulletin de la Société archéologique du Gers, Auch : Impr. de L. Cocharaux , 1904
- Étude sur l'assistance publique à Lectoure aux XVe, XVIe et XVIIe siècles, 1 vol. (VIII-45 p.), Auch : impr. de L. Cocharaux, 1908
- Notes sur la médecine à Lectoure au XVIe siècle, In-8° , 31 p., Extrait du Bulletin de la Société archéologique du Gers, Auch : impr. de L. Cocharaux , 1910